# Гуткі-Канкі
Гуткі-Канкі (пол. Hutki-Kanki) — село в Польщі, у гміні Лази Заверцянського повіту Сілезького воєводства.
Населення — 68 осіб (2011).
У 1975—1998 роках село належало до Катовицького воєводства.

## Географія
У селі бере початок річка Центурія.

## Демографія
Демографічна структура станом на 31 березня 2011 року:
|          | Загалом | Допрацездатний вік | Працездатний вік | Постпрацездатний вік |
| -------- | ------- | ------------------ | ---------------- | -------------------- |
| Чоловіки | 32      | 2                  | 28               | 2                    |
| Жінки    | 36      | 6                  | 19               | 11                   |
| Разом    | 68      | 8                  | 47               | 13                   |